# Christabel Pankhurst

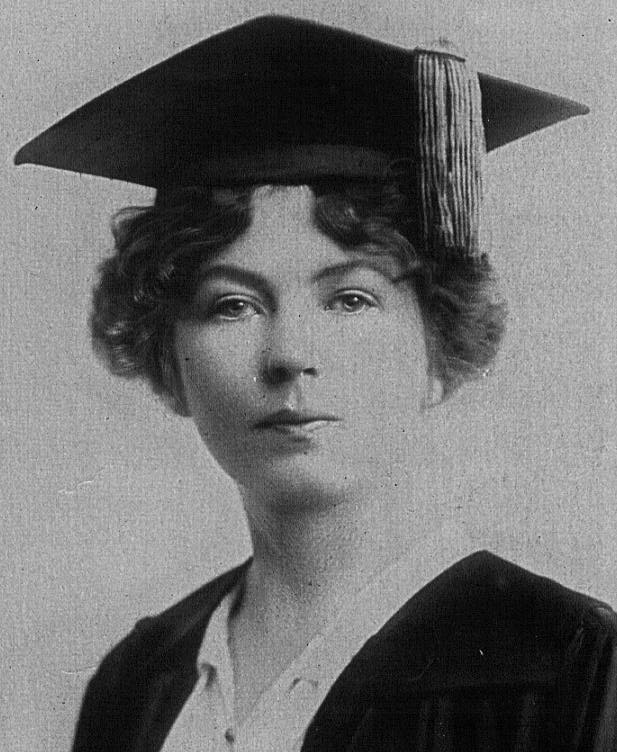
La autora, al momento de doctorarse.

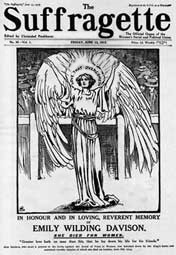
Artículo de periódico editado por Christabel Pankhurst

Christabel Harriette Pankhurst (22 de septiembre de 1880-13 de febrero de 1958) fue una sufragista y activista política nacida en Mánchester, Inglaterra. Fue cofundadora de la Unión Social y Política de las Mujeres y dirigió acciones militantes desde el exilio en Francia de 1912 a 1913. En 1914 fue opositora de Alemania en la guerra. Después de la guerra se mudó a los Estados Unidos, donde trabajó como cristiana evangelista para el Movimiento Adventista Segundo.

## Biografía

### Primeros años
Christabel Pankhurst fue hija de la reconocida sufragista inglesa Emmeline Pankhurst y de su esposo el socialista radical Richard Pankhurst. Fue hermana de Sylvia Pankhurst y Adela Pankhurst. Su padre era abogado y su madre propietaria de un pequeño local. Christabel le ayudaba a su madre, que trabajaba en el registro de defunciones y nacimientos en la ciudad de Mánchester. A pesar de las dificultades económicas, su familia siempre la apoyó para que lograra sus objetivos. Su madre falleció en 1928 dejando un gran impacto en Christabel.

### Activismo
En 1905 Christabel Pankhurst interrumpió una reunión del Partido Liberal reclamando el derecho de la mujer al voto. Fue arrestada junto a su compañera sufragista Annie Kenney. Sin embargo su arresto ganó interés mediático, y su madre Emmeline empezó a incentivar más arduamente el sufragismo a raíz del encarcelamiento de su hija.
Después de obtener un grado en leyes en 1906, Christabel se trasladó a los cuarteles de la Unión Social y Política de las Mujeres en Londres, donde adoptó el seudónimo "Queen of the Mob". Fue arrestada nuevamente en 1907 y en 1909. Entre 1913 y 1914 vivió en París, Francia. Regresó a Inglaterra en 1914 huyendo de la Primera Guerra Mundial, y allí fue arrestada nuevamente. Pankhurst inició una huelga de hambre, pagando solamente 30 días de una condena de 3 años. Al salir de prisión escribió el libro The Great Scourge and How to End It. En los años siguientes continuó trabajando incansablemente por los derechos de la mujer, logrando progresos significativos.
Abandonó Inglaterra en 1921, y se trasladó a los Estados Unidos donde se desempeñó como cristiana evangelista. Regresó al Reino Unido donde se le incluyó en la  Orden del Imperio Británico en 1936. Con el advenimiento de la Segunda Guerra Mundial, Christabel retornó a Norteamérica, para vivir en Los Ángeles, California.

### Fallecimiento
Christabel murió el 13 de febrero de 1958, a la edad de 77. Su casero encontró su cuerpo sin vida, y sin razón aparente de la muerte. Fue enterrada en Santa Mónica, California.

## En la cultura popular
Christabel Pankhurst fue personificada por la actriz Patricia Quinn en la serie de la BBC de 1974 Shoulder to Shoulder.